# Četvrt svetog Teodora u Puli
Četvrt svetog Teodora u Puli dio je povijesnog centra Pule u kojemu je nakon požara započelo arheološko istraživanje kojim je otkriveno mnogo arheoloških nalaza vezanih s poviješću Pule.

## Povijest
Četvrt svetog Teodora nalazi se u samom sjeveroistočnom kutu starogradske jezgre, a naziv je dobila po benediktinskom samostanskom kompleksu posvećenom svetom Teodoru. Pretpostavlja se da je crkva svetoga Teodora u Puli postojala još od bizantske uprave u Istri. No otkriveni nalazi svjedoče o mnogo starijem naseljavanju ovoga dijela grada.
Najraniji arheološki nalazi datiraju s prijelaza 2. u 1. tisućljeće prije Krista i govore o ranome željeznom dobu histarske kulture. Kroz 27 arheoloških slojeva može se pratiti 3000 godine duga prošlost grada, od njegova nastanka sve do danas. Predmeti iz antičkoga perioda uključuju temelje Herkulova hrama, rimskoga domusa i terma. O Herkulu, koji je bio antički zaštitnik grada, svjedoči nalaz kamenog bloka s isklesanom toljagom, njegovim zaštitnim znakom. Vrijedi istaknuti kako je na nalazištu konzervirano više od 2000 amfora, čime je ovo jedno od najvećih nalazišta amfora na Mediteranu uopće. Iz perioda kasne antike otkriveni su ostatci prvih kršćanskih crkava podignutih na ovome mjestu. Najrecentnije zdanje u četvrti koje se i danas može vidjeti nekadašnja je austrijska pješačka vojarna od koje su sačuvana bočna krila jer je sjeverni dio stradao u bombardiranju u 2. svjetskom ratu. Na ovome je mjestu podignuta Ostrogovićeva stambeno-poslovna zgrada na Rivi. U preostalim dijelovima vojarne smjestile su se Gradska knjižnica i čitaonica, Muzej suvremene umjetnosti Istre (oboje u krilu poznatom kao Stara tiskara), dok su u zapadnom krilu, prostorno odvojenom od istočnoga, danas ugostiteljski objekti te uredski prostori nastali nakon zatvaranja Arena Trikotaže.

## Više informacija
- povijest Pule